# 박지은 (작가)
박지은(1976년~)은 대한민국의 방송작가다. 전남대학교 국어국문학과를 거쳐 세종대학교 영상대학원 영화예술학과를 졸업하였다. 1990년대 후반부터 《슈퍼TV 일요일은 즐거워》, 《김기덕의 골든디스크》 등 다양한 분야에서 구성 작가 활동을 하다가, 2007년 《칼잡이 오수정》에 참여하면서 드라마 작가로의 일을 시작하였다.

## 작품 활동

### 연속 드라마
- 1999년~2009년 KBS2 금요드라마 《부부클리닉 사랑과 전쟁》 ... 공동집필
- 2007년 SBS 주말 미니시리즈 《칼잡이 오수정》 ... 공동집필
- 2009년 MBC 월화 미니시리즈 《내조의 여왕》 ... 집필
- 2010년~2011년 MBC 월화 미니시리즈 《역전의 여왕》 ... 집필
- 2012년 KBS2 주말연속극 《넝쿨째 굴러온 당신》 ... 집필
- 2013년~2014년 SBS 드라마스페셜 《별에서 온 그대》 ... 집필
- 2015년 KBS2 금토 미니시리즈 《프로듀사》 ... 집필
- 2016년~2017년 SBS 드라마스페셜 《푸른 바다의 전설》 ... 집필
- 2019년~2020년 tvN 주말 미니시리즈 《사랑의 불시착》 ... 집필
- 2023년~2024년 tvN 주말 미니시리즈 《눈물의 여왕》 ... 집필

### 시트콤
- 2000년~2001년 KBS2 시트콤 《멋진 친구들》 ... 공동집필
- 2002년 KBS2 시트콤 《두 남자 이야기》 ... 공동집필
- 2006년 KBS2 일일시트콤 《웃는 얼굴로 돌아보라》
- 2004년 KBS2 일일시트콤 《달래네 집》 ... 공동집필

### 라디오 프로그램
| 방송사 | 제목                       |
| ------ | -------------------------- |
| MBC    | 두시의 데이트 윤종신입니다 |
| MBC    | 김성주의 굿모닝 FM         |
| MBC    | 김기덕의 골든디스크        |

### 예능 프로그램
| 방송사  | 제목                    |
| ------- | ----------------------- |
| MBC     | 꼭 한번 만나고 싶다     |
| MBC     | 코미디하우스            |
| KBS 2TV | 시사터치 코미디파일     |
| KBS 2TV | 슈퍼 TV 일요일은 즐거워 |

### 교양 프로그램
| 방송사  | 제목       |
| ------- | ---------- |
| KBS 1TV | 역사스페셜 |

## 수상 내역
- 2014년 《별에서 온 그대》 제5회 대한민국 대중문화예술상 국무총리 표창
- 2012년 《넝쿨째 굴러온 당신》
  - 대한민국 콘텐츠 대상 문화체육관광부장관 표창
  - 제1회 케이 드라마 스타 어워즈 작가상
  - 제5회 코리아 드라마 어워즈 작가상
  - KBS 연기대상 작가상
- 2009년 《내조의 여왕》 MBC 연기대상 작가상